# Progress MS-15
Progress MS-15 – misja statku transportowego Progress, prowadzona przez rosyjską agencję kosmiczną Roskosmos na potrzeby zaopatrzenia Międzynarodowej Stacji Kosmicznej.

## Ładunek
Całkowity ładunek, który Progress MS-15 dostarczył na Międzynarodową Stację Kosmiczną, ważył około 2540 kg. Statek dostarczył żywność, paliwo i inne zaopatrzenie.